# سیارک ۲۴۶۶
سیارک ۲۴۶۶ (به انگلیسی: 2466 Golson، نامگذاری:1959RJ) دو هزار و چهارصد و شصت و ششمین سیارک کشف شده‌است که در ۷ سپتامبر ۱۹۵۹ کشف شد.
قدر مطلق سیارک برابر ۱۲٫۱۰ است.